# For People
Cet article concerne un voilier dont le nom de course est Vulnerable. Pour l'autre voilier appelé Vulnerable, voir Linked Out.
Advens 2 de son nom de baptême,  For People de son premier nom de course, est un voilier monocoque de 60 pieds conçu pour la course au large, répondant aux normes de la classe Imoca, mis à l'eau en mars 2023. En 2024, il devient Vulnerable — nom donné en même temps au premier bateau de son team. Il est skippé par Thomas Ruyant jusqu'en juillet 2025. À son bord, en 2023, Thomas Ruyant et Morgan Lagravière remportent la Bermudes 1000 Race et la Transat Jacques-Vabre. En juillet 2025, il devient Allagrande Mapei, avec pour skipper Ambrogio Beccaria.

## Historique

### Conception

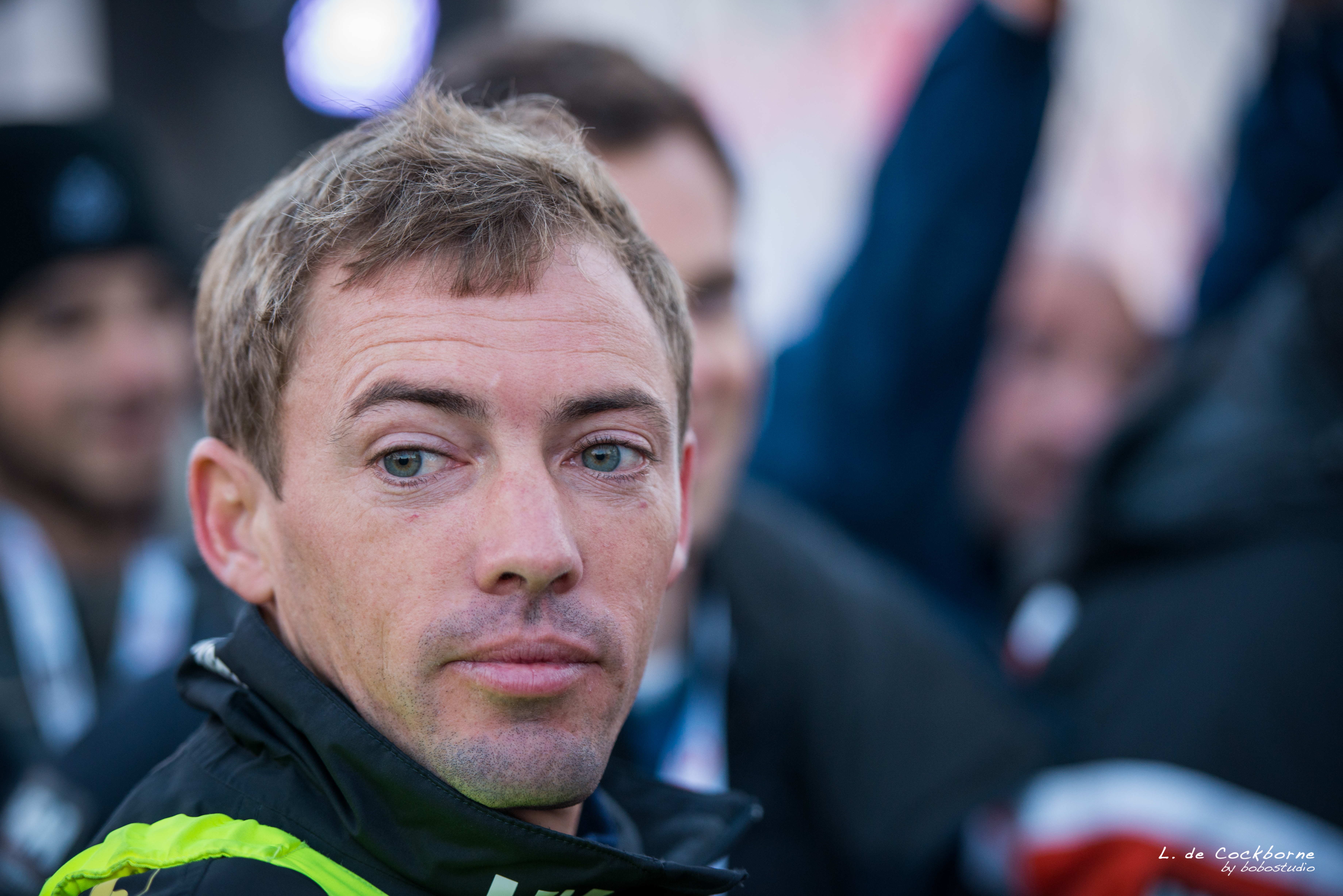
Thomas Ruyant.

Le skipper Thomas Ruyant, soutenu par Advens, société de cybersécurité, court sur Linked Out, un Imoca mis à l'eau en 2019. En avril 2021, son équipe, le TR Racing (Thomas Ruyant Racing), toujours avec le soutien d'Advens, lance un projet de nouvel Imoca, Advens 2. L'objectif est la victoire dans le Vendée Globe 2024-2025. Le dessin est confié à Antoine Koch et au cabinet Finot-Conq, en concertation avec le bureau d'étude de TR Racing.

### Même carène pourPaprec Arkéa
De leur côté, les sociétés Arkéa et Paprec souhaitent construire un nouvel Imoca. Elles choisissent Yoann Richomme comme skipper, et greffent leur projet sur celui d'Advens. La carène de Paprec Arkéa est la même que celle d'Advens 2 et les foils sont de conception très proche. Mais, pour ce qui concerne le plan de pont et l'ergonomie, les deux équipes ont des vues différentes. Ainsi, le cockpit de Paprec Arkéa est entièrement fermé, tandis que celui d'Advens 2 est un peu ouvert à l'arrière.

### Construction
La construction du moule de coque d'Advens 2 débute en septembre 2021 chez SNE SMM, à Lanester. Il est livré en décembre chez CDK Lorient, où se font l'assemblage et la construction proprement dite, en commençant par les premiers drapages de tissu de carbone préimprégné.
Durant la construction d'Advens 2, Thomas Ruyant continue de courir sur Linked Out. À sa barre, il remporte la Transat Jacques-Vabre 2021 — en duo avec Morgan Lagravière — et la Route du Rhum 2022.

### Leyton entre dans le projet
En février 2023, tandis que la construction d'Advens 2 touche à sa fin, le cabinet de conseil Leyton, jusque-là sponsor de l'Ocean Fifty Leyton de Sam Goodchild, réoriente son partenariat voile vers l'Imoca. Il rejoint Advens dans un projet de Vendée Globe à deux bateaux : Linked Out et Advens 2. Les deux Imoca restent la propriété à titre personnel d'Alexandre Fayeulle, le président d'Advens. Mais les deux sociétés sont co-partenaires de ce double projet, et se partagent les frais de fonctionnement.
Le Leyton Sailing Team rejoint alors le TR Racing, qui devient une équipe forte de 30 personnes. Pour réduire les coûts, on mutualise « le bureau d’études, l’outillage, les bureaux, la logistique, les compétences techniques… » Ce qui permet de baisser les frais de fonctionnement à six millions d'euros par an pour les deux bateaux, soit une économie de l'ordre de 10 à 15 %. Le skipper Sam Goodchild passe de l'Ocean Fifty à l'Imoca. Il prend la barre de Linked Out, qui devient For The Planet. 

### Mise à l'eau
Advens 2 est mis à l'eau à Lorient, son port d'attache, le 16 mars 2023. Son nom de course va être For People, pour continuer à attirer l'attention sur le dispositif Linked Out mis en place par l'association Entourage, qui lutte contre la précarité et l'exclusion, mais aussi pour accompagner d'autres initiatives.

## Caractéristiques

### Un bateau étroit

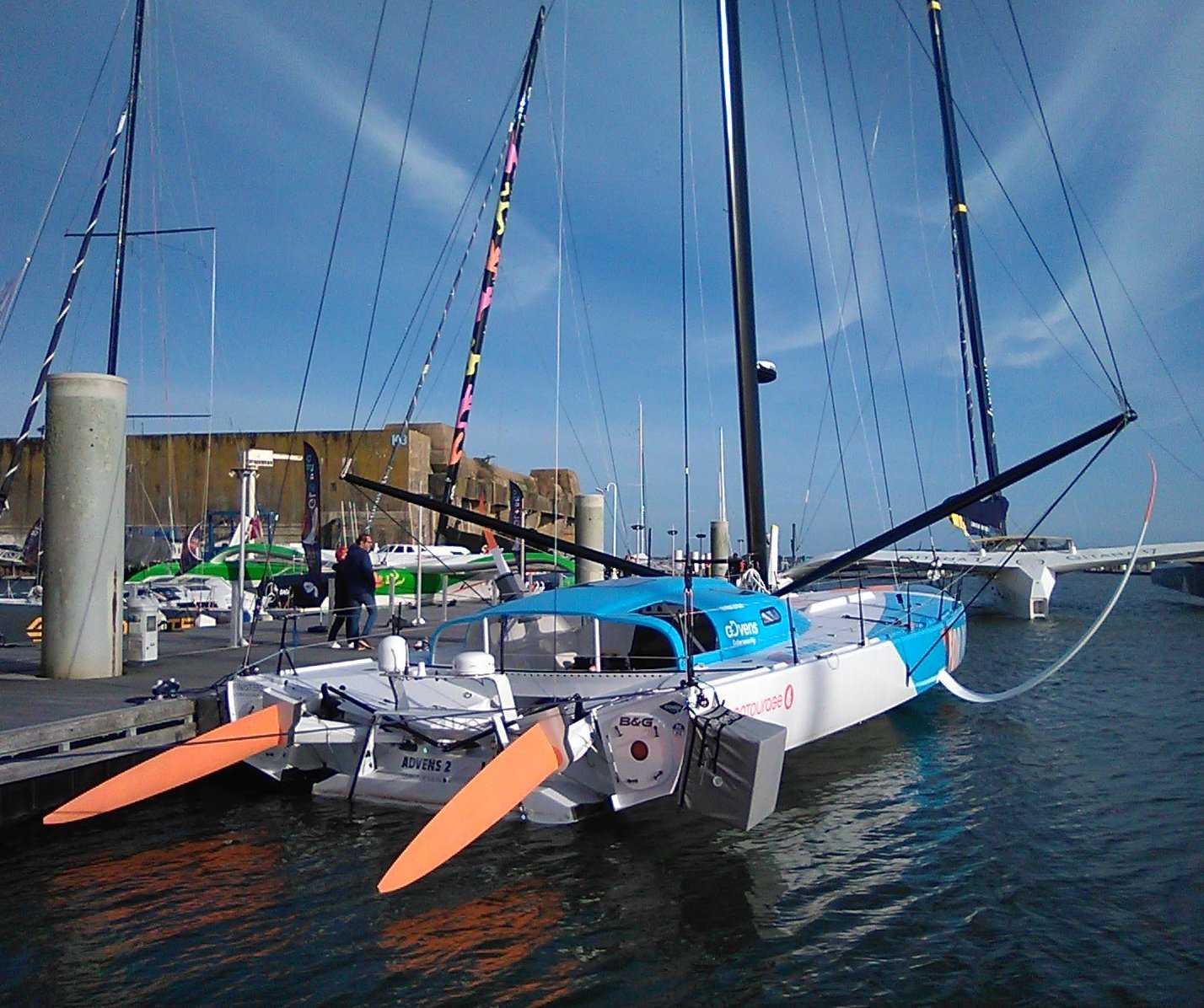
For People à Lorient en mars 2023.

Les concepteurs d'Advens 2 s'attachent à gommer les petits défauts de Linked Out, bateau très performant, « mais avec un niveau d'exigence pas facile à gérer ». Comme les autres foilers de la génération 2018-2020, il est très inconfortable, et épuisant à mener sur la durée d'un tour du monde. Au portant, par mer formée, un Imoca de cette génération pique du nez dans la vague et passe en permanence de 30 à 15 nœuds et de 15 à 30 nœuds. Ces à-coups sont éprouvants pour le skipper, et réduisent la vitesse moyenne. « L'axiome de recherche au départ, dit Antoine Koch, était d'offrir à Thomas des vitesses moyennes élevées dans la durée. »
On choisit tout d'abord de faire un bateau plus étroit que ceux de la génération 2018-2020, pour générer moins de traînée. Le bouchain est très marqué, « véritable réserve de puissance », très tendu vers l'arrière, d'aspect « très agressif ». 

### Arrière
Un bon passage dans les vagues est déterminé par l'étrave, mais il l'est beaucoup aussi par l'arrière. Advens 2 se distingue des autres Imoca par son arrière, qui est très étroit, tout en ayant des formes très tendues. L'objectif est de « diminuer la traînée et de permettre au bateau de davantage se cabrer au portant quand on en a besoin, mais aussi de bien passer dans les vagues au près ». On recherche une faible surface mouillée « pour pouvoir naviguer plus à plat et typer le bateau pour le portant ».

### Avant

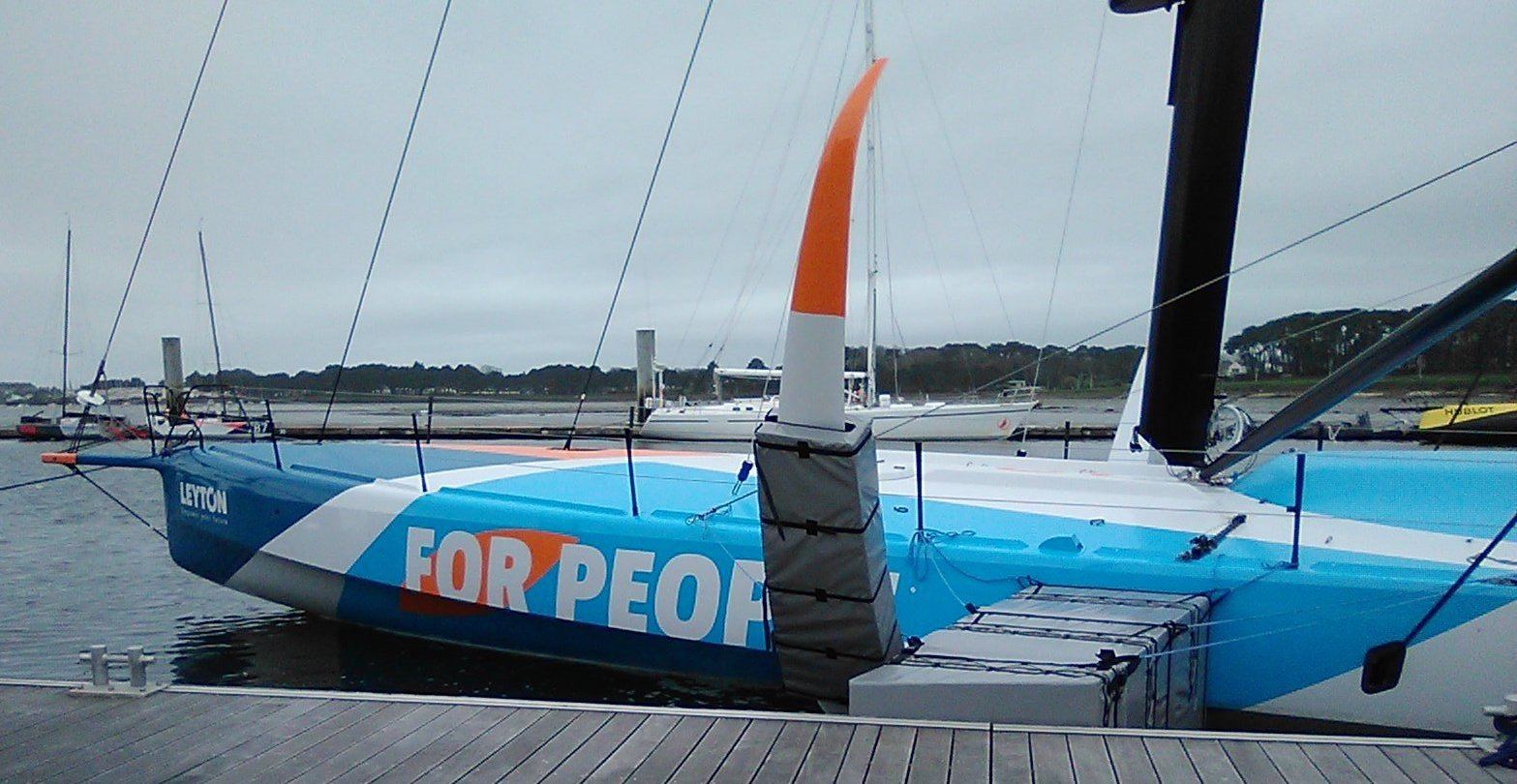
Le jour de la mise à l'eau.

L'étrave, sans être véritablement celle d'un scow, est très bananée, pour une meilleure sortie des vagues. Mais, comme un Imoca est instable en vol, un petit volume sous le bouchain permet à Advens 2 de faire des touchettes sans mouiller une trop grande partie de la coque. Ce qui, dit Pascal Conq, « diminue significativement les chocs dans le passage des vagues ».

### Pont
Il faut aussi résoudre le problème de linéarité : sur un Imoca 2018-2020, au portant, si on abat pour se reposer, on descend à 15 nœuds, ce qui n'est pas assez ; et, si on lofe, on passe tout de suite à 25 ou 30 nœuds, ce qui est difficile à gérer. Il n'y a pas d'intermédiaire. En transportant moins d'eau, le comportement devrait être plus linéaire. Le pont d'Advens 2 est donc à l'inverse de celui de Linked Out : moins « en baignoire », pour que l'eau s'évacue plus facilement. Ce qui résout en même temps un problème d'humidité.

### Foils
L'expérience emmagasinée avec les foils de Linked Out a permis de travailler à améliorer la portance. Les foils d'Advens 2, dit Antoine Koch, sont « plus proches du bateau pour améliorer la verticalité, et participer à une navigation plus à plat du voilier ».

### Cockpit

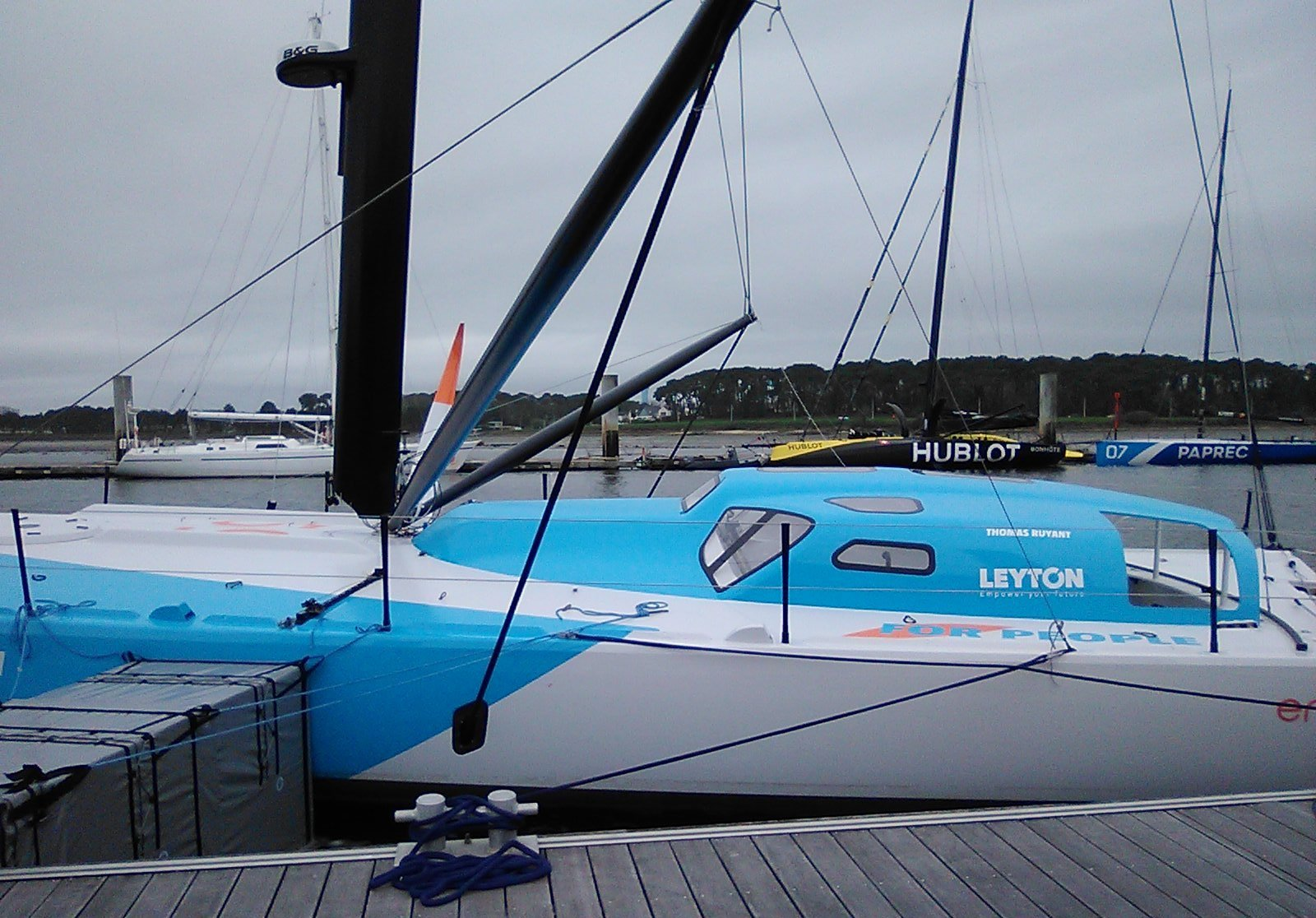
Rouf plus long, cockpit mieux protégé que sur Linked Out.

Le cockpit d'Advens 2 est plus fermé, mieux protégé que celui de Linked Out, avec plus de vision sur l'avant. On a cherché à limiter les mouvements du skipper. Ainsi, il est facile d'accéder aux winchs et au moulin depuis la table à cartes. L'ergonomie de Linked Out est reprise, avec un winch supplémentaire et un rouf un peu plus long.

### Attentes des concepteurs
La vitesse instable des Imoca de la génération précédente vient d'un pic de traînée très fort. En simulation, au portant, avec du vent fort et de la mer, les nouvelles carènes engendrent moins de traînée que les anciennes sur un cycle de vague de quatre secondes. Au pic de la traînée, ce gain monte jusqu'à 50 % pendant une demi-seconde, mais une demi-seconde qui suffit à ralentir les anciens bateaux, dont il faut ensuite gérer la relance.
Il n'est pas impossible que les Imoca de la génération précédente aillent plus vite que les nouveaux par mer plate et dans 15 nœuds de vent. Mais, au portant, avec du vent fort et de la mer, comme cela arrive souvent sur un tour du monde, les nouveaux devraient aller plus vite. Et les vitesses moyennes devraient être supérieures.
Advens 2 est conçu pour être plus marin que Linked Out, mieux passer la mer, se montrer plus tolérant pour son skipper au niveau de l'assiette. Peut-être moins rapide en vitesse pure, il devrait offrir en revanche de meilleures moyennes.

## Courses

### 2023.For People

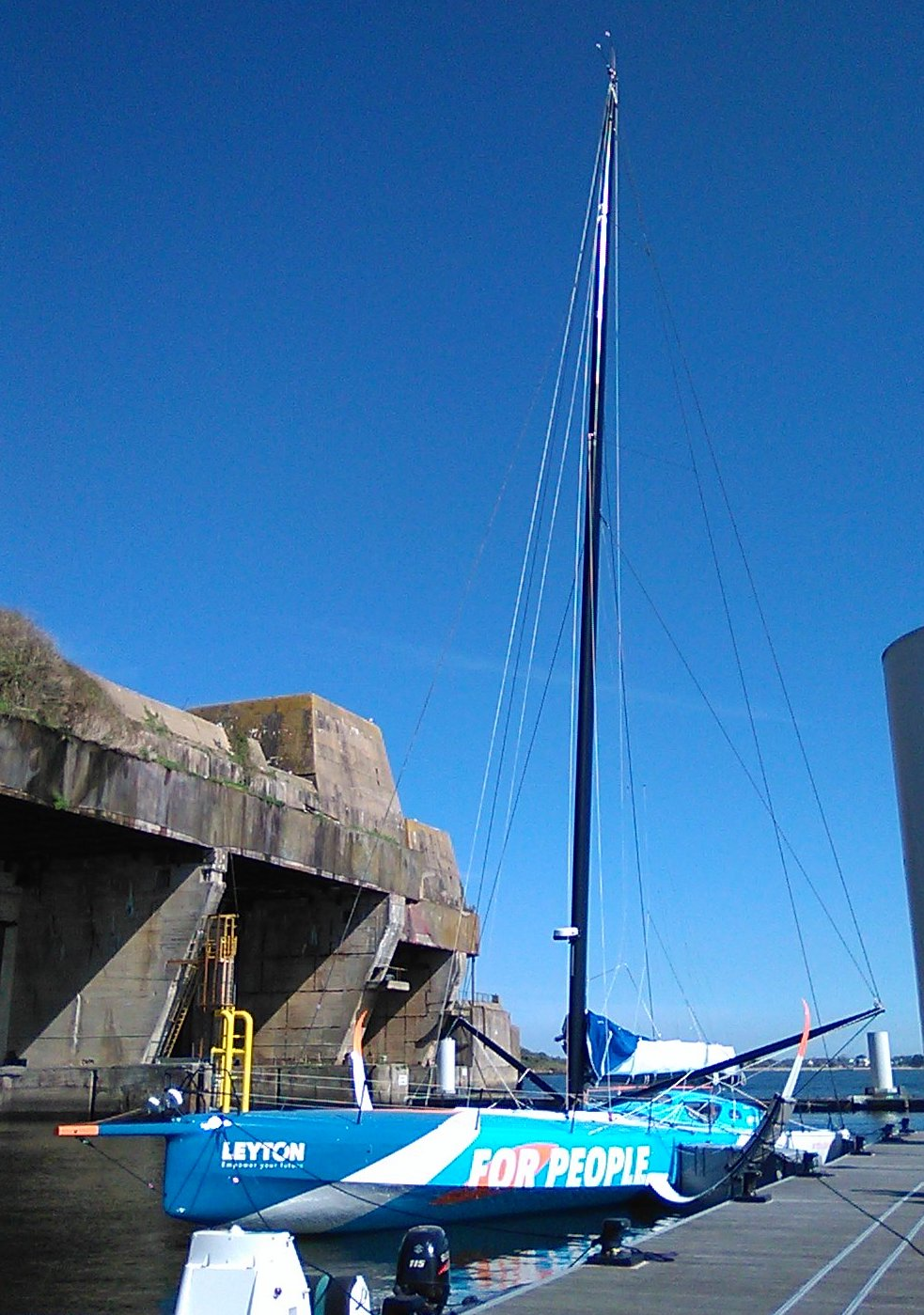
For People à Lorient en avril 2023.

En mai 2023, barré par Thomas Ruyant et Morgan Lagravière, For People remporte la Bermudes 1000 Race,.
En juillet, Ruyant et Lagravière sont en tête de la Fastnet Race. Dans des conditions dures, le bateau va plus vite que les autres Imoca, au-delà des espérances de Ruyant. Au près, dans 30 nœuds de vent et quatre mètres de houle, il réalise 18 nœuds de moyenne, « un truc, dit Ruyant, qui n'a jamais été fait en monocoque ». Mais, après douze heures de course, une casse de la structure à l'avant contraint les deux hommes à l'abandon. For People regagne Lorient pour être réparé et consolidé. De la structure est ajoutée dans la zone avant. 
En septembre, For People est toujours en chantier et ne peut disputer le Défi Azimut. Le 27 septembre, il est remis à l'eau. Le 19 novembre, le duo Ruyant-Lagravière, qui avait gagné à bord de Linked Out la Transat Jacques-Vabre 2021, gagne à bord de For People l'édition 2023.
Le 30 novembre, Ruyant prend le départ du Retour à la Base, course en solitaire Fort-de-France-Lorient. Le 4 décembre, il établit un record de distance parcourue en 24 heures : 539,94 milles. Ce record n'est pas homologué par le WSSR, car il faut pour cela une différence de plus d'un mille avec le record officiel. Lequel, établi par Alex Thomson en juillet 2018 lors d'un convoyage en solo, est de 539,71 milles. Peu après, Ruyant doit faire face à une avarie de son système de montée-descente du safran tribord. Il ralentit et, tandis qu'il répare, vent arrière, il est victime de deux empannages, et la grand-voile se déchire en deux. Il continue la course avec les seules voiles d'avant. Il termine 17e.

### Avril 2024 à juillet 2025.Vulnerable

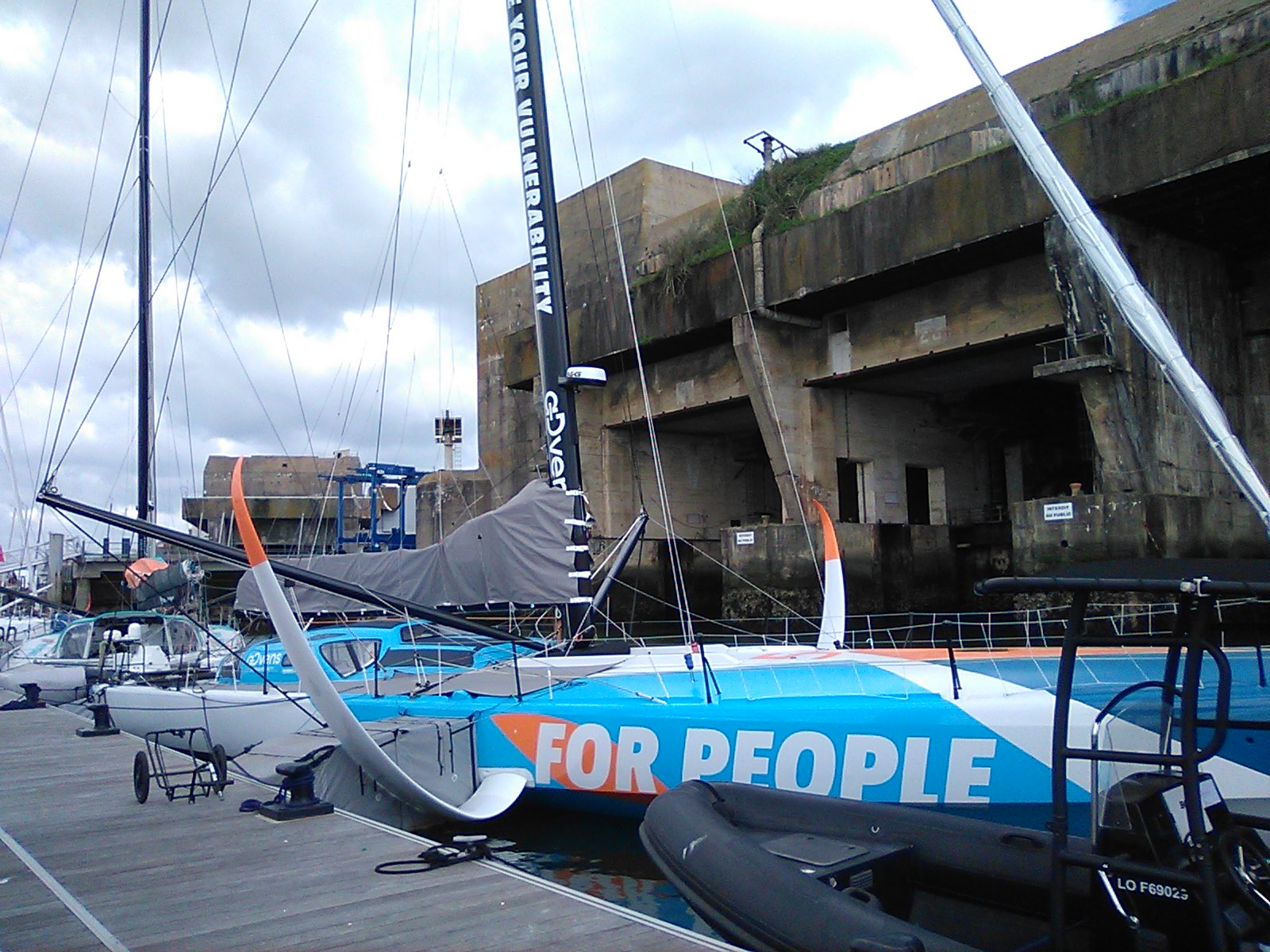
Vulnerable à Lorient en avril 2024.

Le 24 avril 2024, les deux bateaux du TR Racing changent de nom. Ils s'appellent tous deux Vulnerable. Leyton n'est plus co-partenaire du projet. Alexandre Fayeulle annonce qu'un Advens 3 « est à l'étude ».

#### New York-Vendée-Les Sables-d'Olonne
En juin, dans la New York-Vendée-Les Sables-d'Olonne, le Vulnerable de Ruyant termine 5e sur 28 Imoca. En septembre, il est  7e sur 19 dans les 48 Heures du Défi Azimut.

#### Vendée Globe 2024-2025

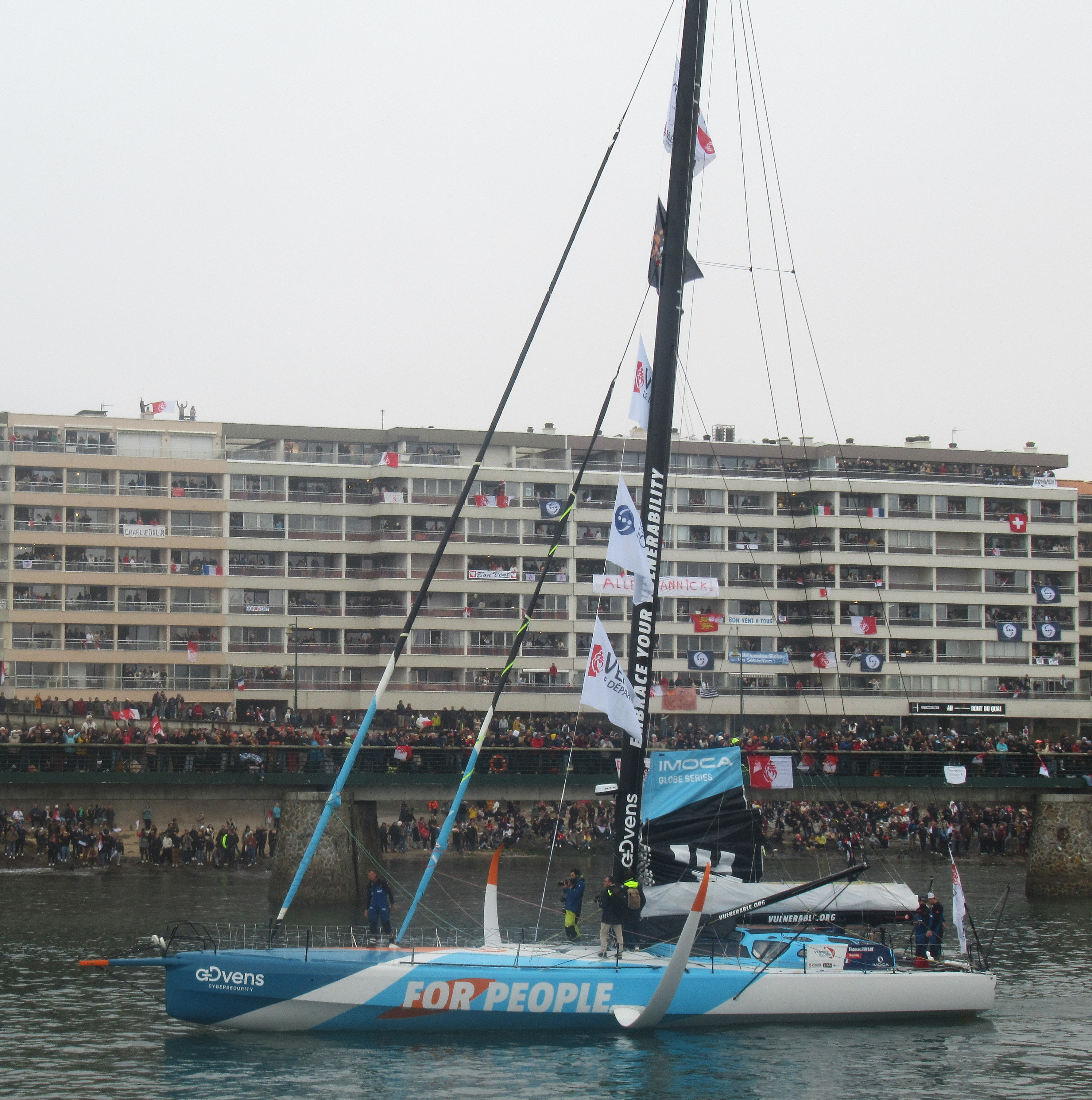
Vulnerable au départ du Vendée Globe 2024-2025.

Le 10 novembre 2024, le Vulnerable de Ruyant est au départ du Vendée Globe. Il figure parmi les trois grands favoris, avec Macif santé prévoyance et Paprec Arkéa. Le 21 novembre, il est en tête à l'équateur. Le 29 novembre, il double le cap de Bonne-Espérance en 2e position. Le 10 décembre, il est 4e au cap Leeuwin.
Le 12 décembre, au sud de l'Australie, la course est menée par Macif santé prévoyance (1er), Groupe Dubreuil (2e), Paprec Arkéa (3e) et le Vulnerable de Ruyant (4e). Les prévisions météo annoncent qu'une dorsale va venir inexorablement ralentir les poursuivants. Le trio de tête va y échapper. Le sort du 4e, Vulnerable, est incertain. Ruyant garde espoir de rester au contact. Mais, le 13, capturé à son tour par la dorsale, il voit s'éloigner les trois leaders. « Je rate le coche pour une quarantaine de milles », se désole Ruyant. On est à mi-parcours, et Patrick Favier peut écrire : « Ce trio de tête a de plus en plus, sauf incidents, une tête de podium. »
Désormais, les poursuivants ne sont plus dans le même système météo que les trois premiers, et l'écart ne cesse de se creuser. Le 27 décembre, lorsque Vulnerable, toujours 4e, double le cap Horn, il est à 560 milles du 3e et à plus de 1 300 milles du duo de tête.
Le 2 janvier 2025, au large de Mar del Plata, Vulnerable est toujours 4e, avec 230 milles d'avance sur son poursuivant le plus proche, Biotherm. Il a 20 nœuds de vent, quand il est brutalement pris dans un grain à plus de 55 nœuds que les cartes météo n'ont pas prévu. Le bateau se couche. Il se redresse aussitôt, J2 déchiqueté.
Le J2 est une voile d'avant d'environ 100 m2, indispensable dans la remontée de l'Atlantique,,. Ruyant estime que sans cette voile il perd de 15 à 20 % de vitesse. L'avarie s'ajoute à une autre, subie quelques jours plus tôt, au niveau du premier ris de grand-voile, que Ruyant ne peut plus prendre. Le 5 janvier, Vulnerable commence à être dépassé par ses poursuivants. Le 25 janvier, à 5 h 49 min 27 s, il termine 7e sur 40, après 75 jours, 16 heures, 47 minutes et 27 secondes en mer. Il a parcouru 29 359,86 milles, à une vitesse moyenne sur le fond de 16,16 nœuds.

#### Course des caps
En juillet 2025, dans la Course des caps, il est 2e, venant d'opérer une spectaculaire remontée sur le 1er. En mer du Nord, au large de l'Écosse, il est victime d'une avarie rare — et, sur Imoca, inédite : le pied de mât se brise. Le mât avance de 80 centimètres. L'équipage réussit à éviter le démâtage, à sécuriser le mât et à gagner le port de Fraserburgh au moteur,. Ramené à Lorient, le bateau est réparé. Il reçoit le mât d'Advens 1, l'ancien Vulnerable de Sam Goodchild.

### Depuis juillet 2025.Allagrande Mapei

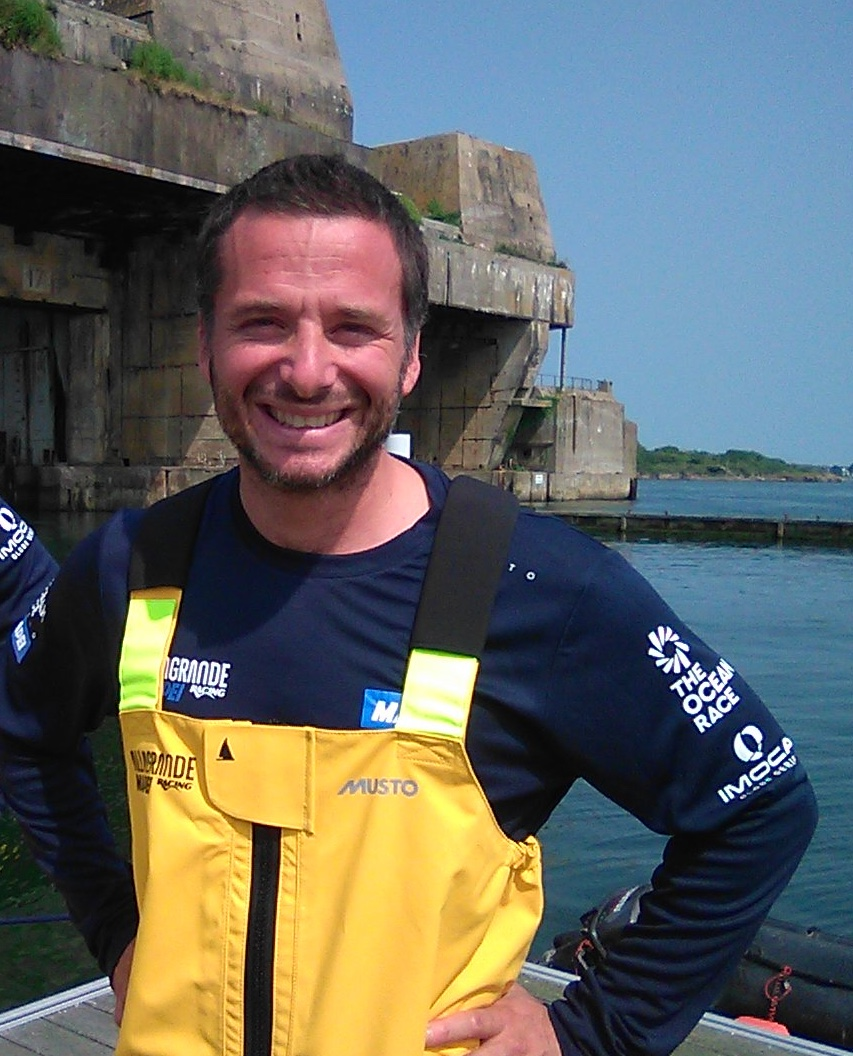
Ambrogio Beccaria.

Le 28 juillet 2025, le bateau est remis à l'eau à Lorient. Il s'appelle désormais Allagrande Mapei, et Ambrogio Beccaria en devient le skipper.
Une formule de transition est prévue pour la saison 2025. La vente ne se fera qu'en fin d'année, après la Transat Café L'Or. D'ici là, le bateau reste la propriété d'Alexandre Fayeulle. La structure TR Racing de Ruyant s’occupe de la gestion technique et sportive du projet de Beccaria, et met à sa disposition l’équipe, le hangar et le bureau d’études… Durant cette période, Beccaria commence à former sa propre équipe, Allagrande Mapei Racing.

#### The Ocean Race Europe 2025
La première course sous le nom d'Allagrande Mapei est The Ocean Race Europe.  Le départ, donné à Kiel le 10 août, est catastrophique. Holcim-PRB part au tas et Allagrande, qui arrive juste derrière, l'aborde. Les deux bateaux sont gravement endommagés. Ils regagnent Kiel et abandonnent l'étape. Sur Allagrande, le J0 est en lambeaux, il est donc changé. La grand-voile est démontée et réparée. Sur le gréement tribord, les haubans D1 et D2, irréparables, sont remplacés. L'outrigger est remplacé. Tous les câbles sont changés. La réparation la plus délicate et la plus longue est celle de la cadène, qui nécessite la supervision de l'architecte Antoine Koch et du cabinet de structure GSea Design. Après quatre jours de travaux, Allagrande et Holcim peuvent emprunter le canal de Kiel et arriver à temps à Portsmouth pour prendre le départ, le 17 août, de  la deuxième étape.

## Palmarès

### 2023.For People, barré par Thomas Ruyant
- 1er sur 13 dans les runs du Défi Pom'Potes, en double avec Morgan Lagravière[14]
- 1er sur 13 de la Bermudes 1000 Race, en double avec Morgan Lagravière[11]
- 1er sur 40 Imoca dans la Transat Jacques-Vabre, en double avec Morgan Lagravière[15]
- 17e sur 32 dans le Retour à la Base[19],[14]

### 2024 et 2025.Vulnerable, skippé par Thomas Ruyant
- 5e sur 28 de la New York-Vendée-Les Sables-d'Olonne 2024, en 12 j 3 h 57 min 10 s[22]
- 7e sur 19 dans les 48 Heures du Défi Azimut 2024[41]
- 7e sur 40 du Vendée Globe 2024-2025, en 75 j 16 h 47 min 27 s[23]